# Pat Priest
Patricia Ann Priest, conocida por su nombre artístico de Pat Priest (15 de agosto de 1936 en Bountiful, Utah) es una actriz estadounidense, es una de los protagonistas del elenco de The Munsters junto a Butch Patrick en permanecer con vida. 
Es muy conocida por hacer el papel de Marilyn Munster en la serie de televisión llamada The Munsters a partir del capítulo 14, donde sustituyó a Beverley Owen.

## Primeros años
Priest nació y se crio en Bountiful, Utah. su madre, Ivy Baker Priest, era la Tesorero de los Estados Unidos del 28 de enero de 1953 a 29 de enero de 1961, cuya firma aparecía en la moneda impresa durante su mandato. Priest residió en Washington D. C. con su madre.
Priest se graduó en 1954 de la Washington-Lee High School en Arlington, Virginia.

## Carrera
Priest reemplazó a la actriz Beverley Owen en la sitcom, The Munsters; Owen dejó la serie después de los primeros 13 episodios. El chiste del personaje de Marilyn era que esta hermosa mujer rubia era muy consciente de que era lo "feo" o "normal", en una familia compuesta por el monstruo de Frankenstein, por una tía vampiresa, el Conde Drácula como abuelo, un hombre lobo como primo, y otros miembros igualmente singulares.
Después de que la serie terminara, Priest apareció en episodios de programas de televisión como: Bewitched, Perry Mason, y The Mary Tyler Moore Show.
Sus únicos papeles en el cine fueron en Looking for Love (1964), con Connie Francis; Easy Come, Easy Go (1967), con Elvis Presley; y la película de terror The Incredible Two-Headed Transplant (1971), con Bruce Dern.
Universal Pictures decidió utilizar a la actriz Debbie Watson (12 años más joven que Priest) en el papel de Marilyn Munster en la película Munster Go Home (1966), en vez de Priest.
Pat Priest se retiró de la actuación en la década de 1980, pero sigue asistiendo a algunas de las convenciones y revivals "Munster" de todo el país.
La actriz hacía restauración y venta de casas en Idaho, donde ha vivido durante más de dos décadas, aunque ahora está retirada.

## Vida privada
Casada dos veces, tiene dos hijos. Ha sido tratada por linfoma en los últimos años; su estado exacto sigue siendo desconocido. En 2001, fue diagnosticada con Linfoma no hodgkiniano. Terminó tratamientos de revisión en el St. Luke's Mountain States Tumor Institute y está ahora en remisión.

## Filmografía
- Here Come the Munsters (1995)
- Some Call It Loving (1973)
- The Incredible 2-Headed Transplant (1971)
- Easy Come, Easy Go (1967)
- The Life You Save Is Yours (1964)
- Looking for Love (1964)
- The Munsters (1964)
- East of Eden (1955)